# Maximilian von und zu Trauttmansdorff
Maximilian Freiherr von und zu Trauttmansdorff (23 mai 1584, à Graz – 8 juin 1650, à Vienne), (à partir de 1623 Reichsgraf von und zu Trauttmansdorff) est un homme politique et diplomate autrichien actif lors de la guerre de Trente Ans. Parmi ses autres titres de noblesse, on peut citer Freiherr von Gleichenberg, Neuenstadt am Kocher, Negau, Burgau und Totzenbach, Herr zu Teinitz. Il est chevalier de l'ordre de la Toison d'or, Geheimer Rat, chancelier et Oberhofmeister.
En tant que conseiller pendant de nombreuses années des empereurs Ferdinand II et surtout Ferdinand III, il est une figure importante du gouvernement de l'Empire et de l'Erblande autrichienne. Participant à la conclusion de nombreux traités pour l'Empire, il est l'un des principaux architectes de la Paix de Westphalie, où il est le chef de la délégation impériale.

## Famille
Maximilian Johann est le fils de Johann Friedrich, Freiherr von Trauttmansdorff (1542-1614) et de son épouse Eva von Trauttmansdorff zum Freienthurn und Castelalt (née en 1549), qui appartenaient à deux lignées différentes de la famille Trauttmansdorff. Outre son frère aîné Johann David (décédé en 1627), il a deux sœurs, Susanna (décédée en 1620) et Elisabeth (1587-1653), qui se sont toutes deux mariées dans la maison de Sinzendorf.

## Biographie

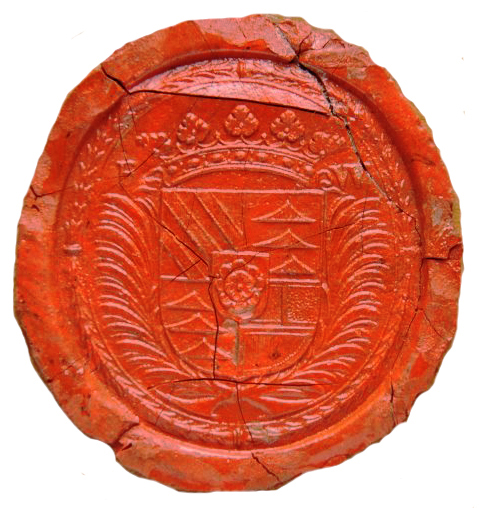
Sceau de 1648.

D’après Anselm van Hulle, Maximilian von Trauttmansdorff.

Après des études de droit à Padoue, Sienne et Pérouse de 1601 à 1603, Trauttmansdorff devient Rittmeister dans l'armée impériale. Il commence sa carrière politique en tant que membre du Conseil aulique sous Rodolphe II en 1609. En 1614, il devient Obersthofmeister de l'impératrice Anne du Tyrol. Après le renversement du principal conseiller impérial Melchior Klesl en 1618 et l'arrivée au pouvoir de Ferdinand II, Trauttmansdorff est conseiller privé et l'un des diplomates les plus importants du nouvel empereur.
En 1619, il arrange l'alliance entre Ferdinand II et Maximilien Ier, électeur de Bavière. Avec le prince Gabriel Bethlen de Transylvanie, il conclut la paix de Nikolsburg en 1621. L'empereur le fait Reichsgraf en 1623 et l’élève au sein de la noblesse de Bohême en 1628. À partir de 1633, Trauttmansdorff est Obersthhofmeister et le plus proche conseiller du fils de l'empereur Ferdinand III. En 1635, il conclut la paix de Prague avec l'électorat de Saxe.
Avec le couronnement de Ferdinand en 1637, Maximilien, désormais Obersthofmeister impérial, devient la personne la plus puissante de la cour impériale derrière l'empereur.
Il est le chef de la délégation du Saint-Empire romain germanique lors des négociations pour la paix de Westphalie entre 1645 et 1647, mais il est remplacé par Jean-Louis de Nassau-Hadamar en 1647 lorsque sa santé se détériore. En septembre 1648, il convainc Ferdinand d'accepter le traité de paix sans implication ni soutien militaire de l'Espagne, supprimant ainsi le dernier obstacle sur le chemin de la paix.

## Mariage et descendance
En 1615, il épouse la comtesse Maria Sophia Pálffy ab Erdöd (1596-1668). Ils ont les enfants suivants :
- le comte Adam Matthias von und zu Trauttmansdorff (1617-1687) ; marié d'abord à la comtesse Eva Johanna von Sternberg (décédée en 1674); marié en secondes noces à Maria Isabella Lobkowicz (1649-1719); sans enfant
- le comte Johann Friedrich von und zu Trauttmansdorff (1619-1696) ; marié d'abord à la princesse Maria Clara von Dietrichstein (1626-1667); marié ensuite à la comtesse Maria Eleonora von Sternberg (1654-1703); enfants issus des deux mariages
- le comte Ferdinand von und zu Trauttmansdorff (décédé en 1692) ; marié à la comtesse Maria Elisabeth Kinsky von Wchinitz und Tettau (1670-1737) ; sans enfant
- la comtesse Maria Elisabeth von und zu Trauttmansdorff ; prieure
- la comtesse Maria Maximiliana von und zu Trauttmansdorff (décédée en 1692) : mariée au comte Georg Siegmund von Herberstein (décédé en 1696)
- le comte Franz Anton von und zu Trauttmansdorff (décédé en 1683) : marié à la comtesse Margaretha von Porcia ; sans enfant
- le comte Maximilian von und zu Trauttmansdorff (décédé en 1705) ; épouse sa parente Victoria Eleonora von Trauttmansdorff (décédée en 1705); sans enfant
- le comte Karl von und zu Trauttmansdorff (décédé en 1664) ; Chevalier de l'Ordre de Saint-Jean ; sans enfant
- le comte Georg Sigmund von und zu Trauttmansdorff (1638-1708) ; marié à la comtesse Eleonora Cäcilia Renata von Wildenstein (1643-1708) ; descendance

## Sources
- (de) Egloffstein, Hermann von und zu, « Trauttmansdorff, Maximilian Graf von », dans Allgemeine Deutsche Biographie (ADB), vol. 38, Leipzig, Duncker & Humblot, 1894, p. 531-536
- (de) Kampmann, Christoph, « Trauttmansdorff, Maximilian Graf von », dans Neue Deutsche Biographie (NDB), vol. 26, Berlin, Duncker & Humblot, pas encore publié, p. 376–378 (noch nicht online verfügbar).